# Anaplasmataceae
Die Anaplasmataceae bildeten eine Familie gramnegativer Bakterien. Sie zählte zur Ordnung der Rickettsiales, die hauptsächlich obligat intrazellulär-parasitierend lebende Bakterien enthält. Entsprechend findet man unter den Anaplasmataceae viele Krankheitserreger.

## Systematik
Die Mitglieder der Anaplasmataceae erfuhren häufige Umstellungen innerhalb der Einteilung der einzelnen Arten im systematischen System der Bakterien. Im Jahr 2020 wurden die Arten aufgrund umfangreicher Untersuchungen der genetischen Merkmale, die Anton Hördt und Mitarbeiter durch führten, zu der Familie Ehrlichiaceae gestellt.
Zu den Anaplasmataceae wurden bis zum Jahr 2020 folgende Gattungen gezählt:
- Aegyptianella
- Anaplasma
- Ehrlichia
- Neorickettsia
- Wolbachia

Die einzelnen Mitglieder der Familie wurden häufig innerhalb des taxonomischen Systems umgestellt. So wurde z. B. die früher zu Anaplasmataceae gestellte Art Cowdria ruminantium, zu der Gattung Ehrlichia gestellt und wird nun als Ehrlichia ruminatium geführt.